# Souligné-sous-Ballon
Souligné-sous-Ballon ist eine französische Gemeinde mit 1.237 Einwohnern (Stand: 1. Januar 2022) im Département Sarthe in der Region Pays de la Loire. Sie gehört zum Arrondissement Le Mans und zum Kanton Bonnétable (bis 2015: Kanton Ballon). Die Einwohner werden Soulignéens genannt.

## Geographie
Souligné-sous-Ballon liegt etwa 14 Kilometer nordnordöstlich von Le Mans. Umgeben wird Souligné-sous-Ballon von den Nachbargemeinden Ballon-Saint Mars im Norden und Nordosten, Courcebœufs im Osten, Joué-l’Abbé im Süden, La Guierche im Westen und Südwesten sowie Montbizot im Westen und Nordwesten.

## Bevölkerungsentwicklung
| Jahr                      | 1962 | 1968 | 1975 | 1982 | 1990 | 1999 | 2006 | 2013 |
| Einwohner                 | 869  | 849  | 805  | 847  | 916  | 1009 | 1157 | 1144 |
| Quelle: Cassini und INSEE |      |      |      |      |      |      |      |      |

## Sehenswürdigkeiten
- Kirche Saint-Martin, von 1832 bis 1834 erbaut

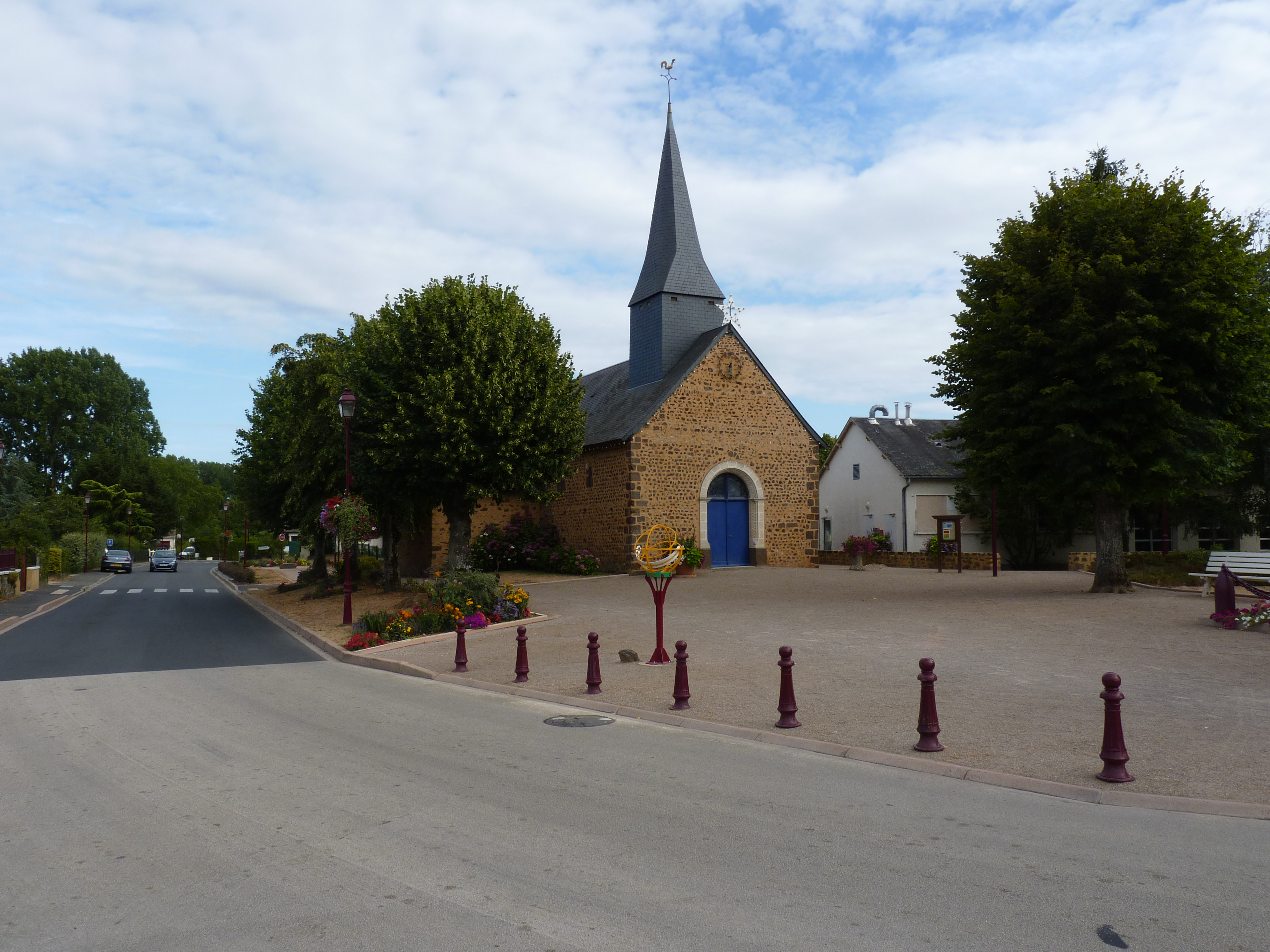
Kirche Saint-Martin

- Schloss La Freslonnière
- Kruzifix